# Римокатоличка црква Светог Карла Боромејског
Римокатоличка црква Светог Карла Боромејског у Панчеву подигнута је 11. маја 1757. године, а Миноритски самостан, у непосредној близини, годину дана касније. Црква и жупа Светог Карла Боромејског припада Зрењанинској бискупији.
Прву капелу је саградио гроф Мерси Клаудијус 1722. године и била је посвећена у част Марије помоћнице. Kапела је поступно уништена поновним доласком Турака 1738. године. Друга црква је изграђена 1744. године о трошковима државе и то у част светог Ивана Непомука. Трећа црква је изграђена уз помоћ царице Марије Терезије у част светог Kарла Боромејског. Поновним продором у место 1780. године Турци су је користили као амбар. Уз постојећу цркву 1854. године подигнута је капела, а 1858. године и торањ.
Фреске је 1940. године исликао Антон Креи. Ово је једино место у граду где се могу чути оргуље. Од 1995. године у њој се редовно одржавају божићни концерти, а преко године и концерти класичне музике. Испод цркве се налази крипта у којој су до 1800. године сахрањивани редовници.
Жупу су водили редовници фрањевци. Ова фрањевачка заједница је прво припадала мађарској провинцији, а после Триjанона потпала је под хрватску провинцију. У деведесетим годинама 20. века хрватски фрањевци напустили су Панчево. 